# Pseudolimnophila rhodesiae
Pseudolimnophila rhodesiae är en tvåvingeart som först beskrevs av Alexander 1921.  Pseudolimnophila rhodesiae ingår i släktet Pseudolimnophila och familjen småharkrankar. Inga underarter finns listade i Catalogue of Life.